# Mercator Océan
Pour les articles homonymes, voir Mercator.
Mercator est à l'origine le nom d'un projet d'océanographie opérationnelle, lancé en 1995, destiné à décrire et à prévoir les caractéristiques physiques de l'océan. Il porte le nom de Gérard Mercator, inventeur de la projection cartographique qui porte son nom : la projection de Mercator.

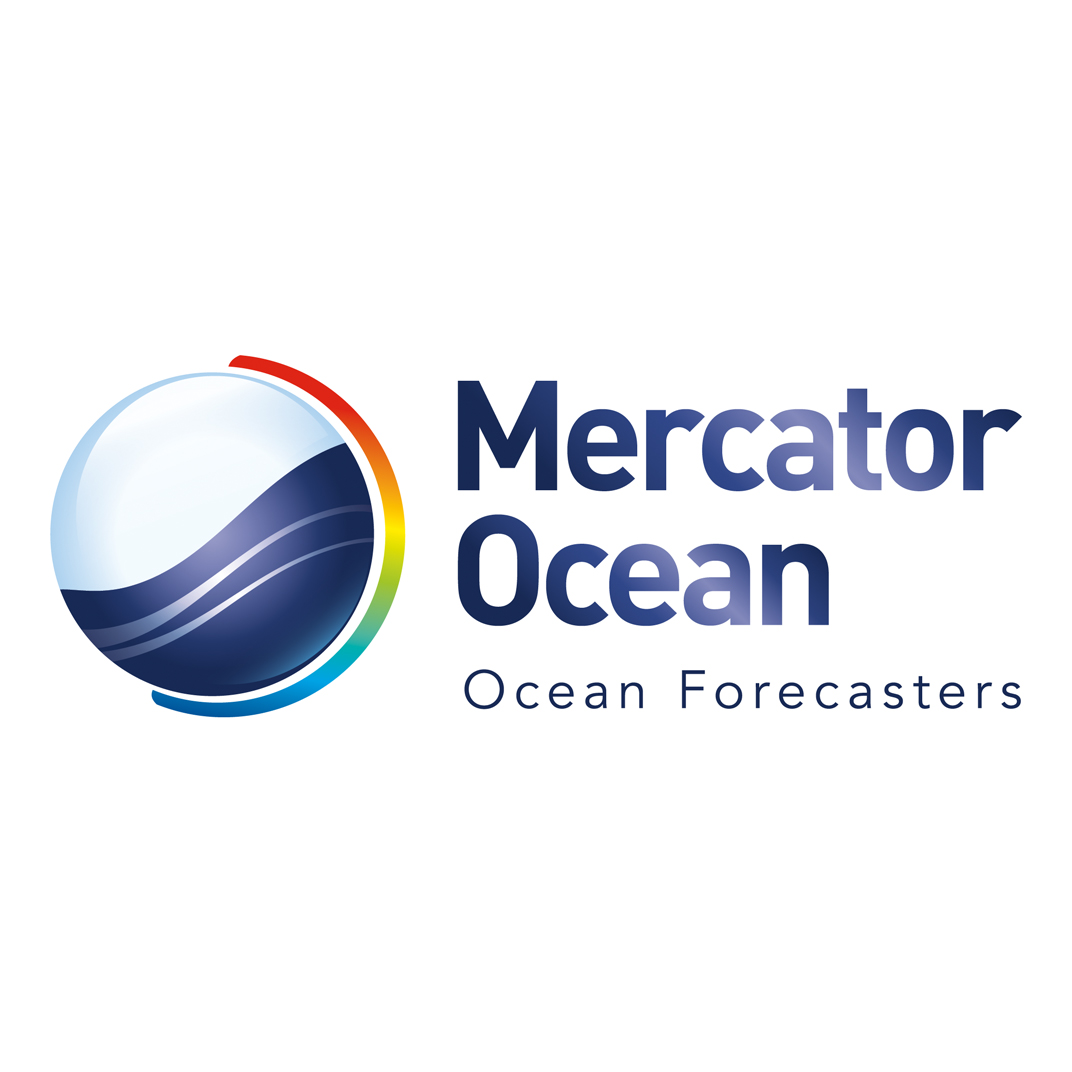

Quinze ans plus tard, Mercator Océan est devenu le centre français d'analyses et de prévisions océaniques. Il conçoit, développe, opère et maintient à l'état de l'art scientifique des systèmes d'analyses et de prévisions océaniques capables de décrire, d'analyser et de prévoir l'état de l'océan en 3D, en différé et en temps réel, à l'échelle globale ou régionale. L'information numérique produite renseigne sur :
- la circulation océanique sur l'ensemble du globe (grands courants, tourbillons et turbulences, niveau de la mer...),
- l'état thermohalin (grandes masses d'eaux, température, salinité, densité...),
- l'état biogéochimique (chlorophylle, oxygène, production primaire...) et
- l'état des zones englacées aux hautes latitudes (couverture, densité, mouvements de glace).

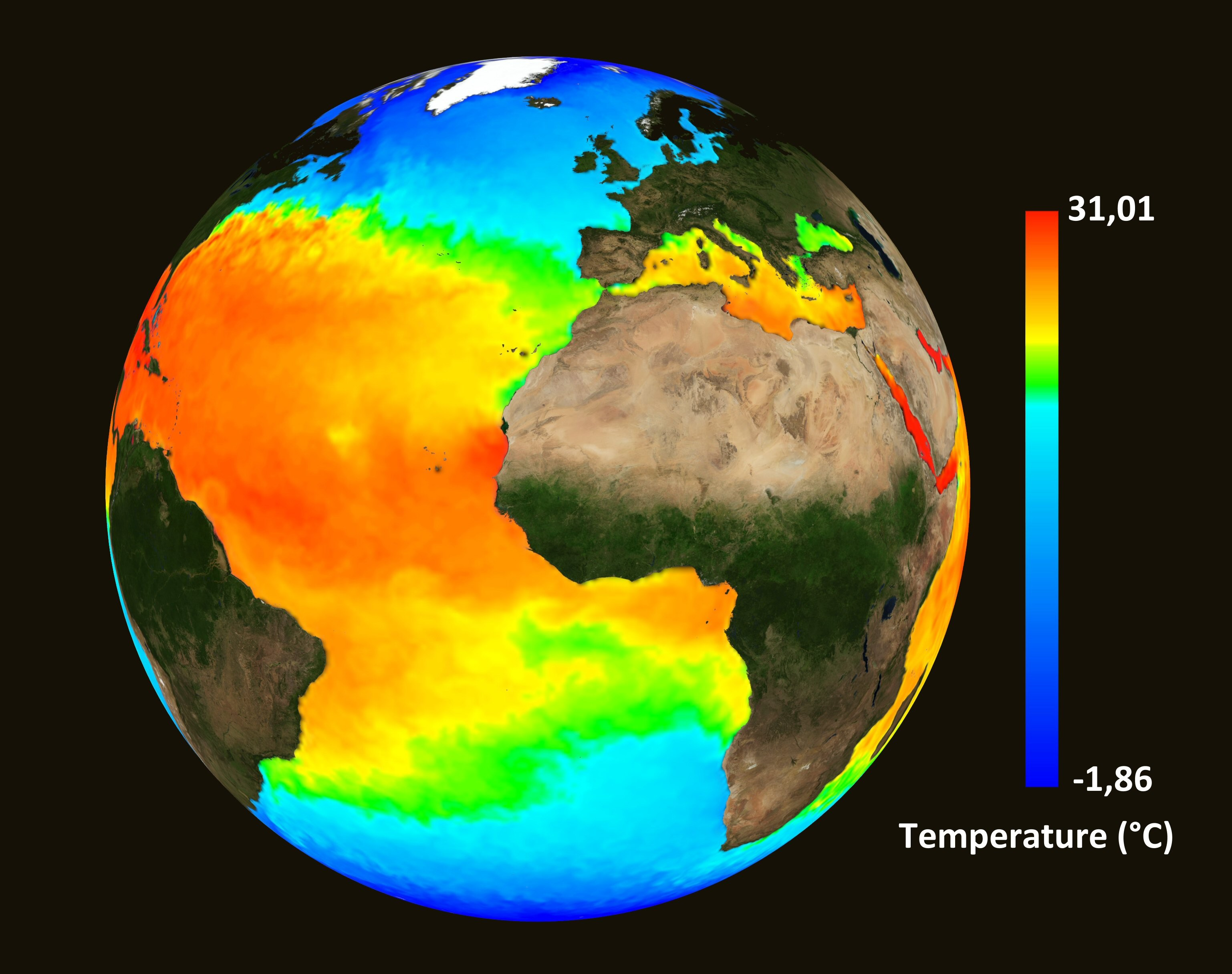

## Description
Mercator Océan est une société civile de droit privé, filiale de cinq grands établissements publics français impliqués dans le développement de l'océanographie opérationnelle : Le CNRS, L'Ifremer, L'IRD, Météo-France et Le Shom. Ces 5 organisations françaises majeures sont les premiers utilisateurs des services de Mercator Océan pour leurs propres services opérationnels ou leurs programmes de recherche.

Le CNES, membre fondateur du Groupement d'intérêt public (GIP) Mercator Océan entre 2002 et 2010, est aujourd'hui un partenaire privilégié.

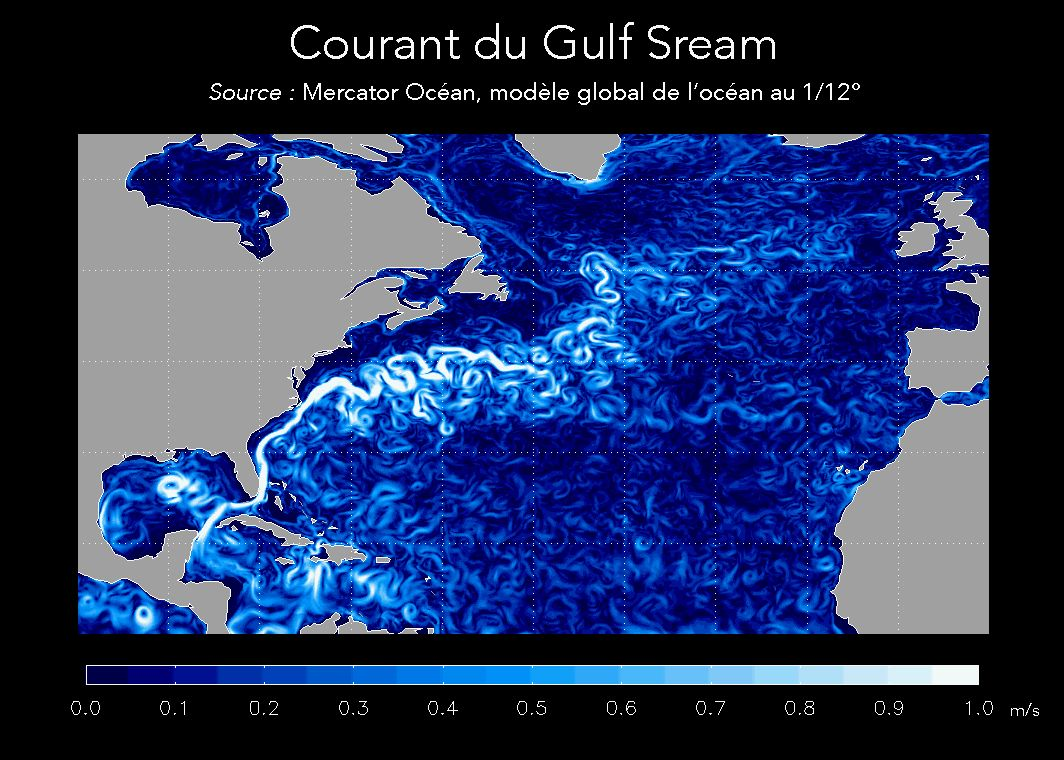

Mercator Océan rassemble une équipe d'une cinquantaine de personnes basées à Toulouse. Son cœur de métier est la modélisation numérique de l'océan et l'assimilation de données d'observation: altimétrie satellitale et mesures in situ.

Les données d'observation sont assimilées dans un modèle numérique de l'océan ; on peut ainsi accéder notamment aux principaux paramètres d'état de l'océan (température, salinité, etc.) et aux courants. Un atout majeur de Mercator Océan réside dans sa maîtrise des systèmes de très grandes dimensions, exigeant des supercalculateurs et des espaces de stockage considérables.
Les activités de Mercator Océan s'étendent de la R&D aux systèmes opérationnels, de l'expertise de prévisionnistes au service aux utilisateurs. À ce jour, Mercator Océan exploite chaque semaine en temps réel plusieurs systèmes (appelés les "systèmes Mercator") notamment un système au 1/12° de résolution avec une couverture globale et un système haute résolution au 1/36° couvrant l'Atlantique Nord Est et la Méditerranée occidentale.
Mercator Océan livre chaque semaine des centaines d'utilisateurs -en particulier des utilisateurs intermédiaires qui produisent des produits ou services à valeur ajoutée à partir des prévisions océaniques (dans le secteur scientifique, public ou commercial).
Les domaines d'application sont nombreux et variés :
- Sécurité maritime (routage, sauvetage en mer...)
- Lutte contre la pollution
- Recherches scientifiques
- Environnement côtier
- Défense
- Climatologie, phénomènes climatiques
- Prévisions saisonnières ( Météo France)
- Protection des ressources halieutiques
- Protection des coraux
- Courses en mer

(...)
Mercator Océan propose également des bulletins en images en libre-service sur son site Web, qui sont réactualisés quotidiennement et chaque semaine (bulletins en images).
Mercator Océan pilote depuis 2009 le projet européen MyOcean dans le cadre du programme européen GMES, rebaptisé fin 2012 COPERNICUS et coordonnée les actions des 60 partenaires européens qui forment le consortium MyOcean. Les produits du service pré-opérationnel MyOcean sont déjà diffusés dans une centaine de pays à travers le monde via son portail de données. Ceci prépare l'ouverture du futur Service européen de prévision océanique à l'horizon 2014.